# Prosek (Serbia)
Prosek (cyr. Просек) – wieś w Serbii, w okręgu niszawskim, w mieście Nisz. W 2011 roku liczyła 599 mieszkańców.